# Con el culo al aire (serie de televisión)
Con el culo al aire es una serie de televisión española del tipo comedia de situación. Fue estrenada el 1 de febrero de 2012 y finalizó el 16 de julio de 2014. Fue una producción de Notro Films para la cadena privada Antena 3. La segunda temporada se estrenó el 17 de abril de 2013 y ese mismo mes comenzó la grabación de la tercera temporada de la serie, la cual fue estrenada el 12 de marzo de 2014.
Tras tres temporadas, en julio de 2014, la cadena anunció que la serie era cancelada definitivamente.

## Argumento
Tino (Paco Tous) es el alma del camping donde se centra la serie. Un churrero que va con su furgoneta de feria en feria y siempre ha vivido ahí. Alardea de llevar un tipo de vida alternativo al margen de la legalidad. Ni siquiera tiene carné de conducir. Su problema es que se enamora de Alicia (Natalia Roig). Esa relación sentimental le pondrá en el brete de pasar por convenciones sociales que odia.
Jorge (Raúl Arévalo) se imaginaba a su edad casado por la iglesia con hijos y un chalet en las afueras. Su realidad es que le han echado de la empresa por robar para intentar seguir el alto ritmo de vida de su novia que le ha acabado abandonando. Se va a vivir al camping con Ángel (Raúl Fernández de Pablo), un amigo de toda la vida. Un hombre irónico, cínico y muy atractivo, padre de un hijo que fue a parar allí por un mal divorcio que le dejó en la calle.

## Episodios y audiencias
| Temporada | Temporada | Episodios | Estreno              | Final               | Audiencia media | Audiencia media | Audiencia media |
| Temporada | Temporada | Episodios | Estreno              | Final               | Espectadores    | Cuota           |                 |
| --------- | --------- | --------- | -------------------- | ------------------- | --------------- | --------------- | --------------- |
|           | 1         | 13        | 1 de febrero de 2012 | 16 de mayo de 2012  | 3 211 000       | 17,3%           |                 |
|           | 2         | 13        | 17 de abril de 2013  | 10 de julio de 2013 | 3 035 000       | 17,0%           |                 |
|           | 3         | 16        | 12 de marzo de 2014  | 16 de julio de 2014 | 2 417 000       | 13,5%           |                 |
| Total     | Total     | 42        | 1 de febrero de 2012 | 16 de julio de 2014 | 2 888 000       | 15,9%           |                 |

## Gráfica
| Temporada | Temporada | Episodio número | Episodio número | Episodio número | Episodio número | Episodio número | Episodio número | Episodio número | Episodio número | Episodio número | Episodio número | Episodio número | Episodio número | Episodio número | Episodio número | Episodio número | Episodio número |
| Temporada | Temporada | 1               | 2               | 3               | 4               | 5               | 6               | 7               | 8               | 9               | 10              | 11              | 12              | 13              | 14              | 15              | 16              |
| --------- | --------- | --------------- | --------------- | --------------- | --------------- | --------------- | --------------- | --------------- | --------------- | --------------- | --------------- | --------------- | --------------- | --------------- | --------------- | --------------- | --------------- |
|           | 1         | 4.145           | 3.722           | 3.322           | 3.460           | 3.167           | 3.321           | 3.442           | 2.764           | 3.467           | 2.902           | 2.404           | 2.837           | 2.786           | —               | —               | —               |
|           | 2         | 3.839           | 2.981           | 2.903           | 2.956           | 3.131           | 2.996           | 3.202           | 3.000           | 3.041           | 3.475           | 2.903           | 2.710           | 2.373           | —               | —               | —               |
|           | 3         | 3.233           | 2.647           | 2.898           | 2.873           | 2.441           | 2.551           | 2.142           | 2.346           | 2.211           | 2.241           | 2.143           | 2.070           | 2.284           | 2.498           | 2.394           | 1.707           |

## Reparto
Anexo: Personajes de "Con el culo al aire"

### Principal
| Actor                        | Personaje                                 | Temporadas | Temporadas | Temporadas |
| Actor                        | Personaje                                 | 1          | 2          | 3          |
| ---------------------------- | ----------------------------------------- | ---------- | ---------- | ---------- |
| Toni Acosta                  | Sonsoles Abajo de la Vega.                | Principal  | Principal  | Principal  |
| Raúl Arévalo                 | Jorge Ruiz Martínez.                      | Principal  | Principal  | Principal  |
| Natalia Carracedo            | Esther García Rojo.                       | Principal  | Principal  | Principal  |
| Erick Costoso Dennys Costoso | Nicolás "Nico" Colmenarejo.               | Principal  | Principal  | Principal  |
| Lucía Fernández              | Laura García Rojo.                        | Principal  | Principal  | Principal  |
| Raúl Fernández de Pablo      | Ángel García.                             | Principal  | Principal  | Principal  |
| Adam Jezierski               | Javier "Javi" Colmenarejo Díaz.           | Principal  | Principal  | Principal  |
| Hiba Abouk                   | Candela Prieto Soriano.                   | Principal  | Principal  |            |
| Cesáreo Estébanez            | Serafín.                                  | Principal  |            |            |
| Javier Antón                 | Roberto.                                  |            | Principal  |            |
| Llum Barrera                 | M.ª Jesús "Chus" Soriano.                 |            |            | Principal  |
| Henar Jiménez                | Dulcinea "Dulce".                         | Principal  | Principal  | Principal  |
| María León                   | Sandra Rojo.                              | Principal  | Principal  | Principal  |
| Jesse Johnson                | Bobby.                                    | Principal  |            |            |
| Teresa Lozano/Selica Torcal  | Juana.                                    | Principal  |            |            |
| Julián López                 | Rubén.                                    |            |            | Principal  |
| Iñaki Miramón                | José Luis Ercilurrutigastañazagogueascoa. | Principal  | Principal  | Principal  |
| Goizalde Nuñez               | Dolores "Lola" Soriano.                   | Principal  | Principal  | Principal  |
| Víctor Palmero               | Daniel "Dani" Prieto Soriano.             | Principal  | Principal  | Principal  |
| Ana Morgade                  | Begoña.                                   |            |            | Principal  |
| Íñigo Navares                | Manuel "Manu" García.                     |            |            | Principal  |
| Almudena Puyo                | Rebeca "Rebe".                            |            |            | Principal  |
| Natalia Roig                 | Alicia Fernández.                         | Principal  | Principal  | Principal  |
| Vicente Romero               | Jose Mª "Chema" Gil Pérez.                | Principal  | Principal  | Principal  |
| Carmen Ruiz                  | Elisa "Eli" Gil Pérez.                    | Principal  | Principal  | Principal  |
| Paco Tous                    | Faustino "Tino" Colmenarejo.              | Principal  | Principal  | Principal  |
| Alma Ying                    | Yuki Colmenarejo.                         | Principal  | Principal  | Principal  |
| Janfri Topera                | Paulino Rojo.                             |            | Principal  | Principal  |
| Ana Wagener                  | Rosario "Charo" Lazcano Mora.             |            | Principal  |            |

## Locaciones de Exteriores
Las exteriores del camping se grabaron en la siguiente locación:
- Camping Los Ángeles - Camping Pico de la Miel, Calle del Camping, La Cabrera, Madrid.